# Live at Slane Castle
Live at Slane Castle — концертный DVD-диск группы Red Hot Chili Peppers, выпущенный в 2003 году, спустя два года после выхода последнего DVD Off the Map. Американская ассоциация звукозаписывающих компаний присвоила Live at Slane Castle платиновый статус 12 декабря 2008 года.

## О записи
Концерт проходил рядом с замком Слейн в Ирландии перед 80 000 аудиторией. Съёмки проходили 23 августа 2003 года, диск вышел два с половиной месяца спустя — 17 ноября. На DVD представлен весь концерт за исключением песен «I Feel Love» и «Soul to Squeeze» (во время исполнения которой у Джона Фрушанте лопнула струна на гитаре).
Костюм Фли вдохновлён аналогичным одеянием басиста The Who Джона Энтвисла на фестивале Isle of Wight 1970 года.

## Список композиций
1. «Intro»
2. «By the Way»
3. «Scar Tissue»
  - Первый куплет взят с другого концертного выступления, чтобы скрыть ошибку
4. «Around the World»
5. «Maybe» (песня группы The Chantels)
  - Вырезана ошибка Фрушанте, вынудившая его начать песню снова
6. «Universally Speaking»
7. «Parallel Universe»
  - Вступление взято из песни Fugazi «Latest Disgrace» с альбома Red Medicine
8. «The Zephyr Song»
9. «Throw Away Your Television»
10. «Havana Affair» (песня группы The Ramones)
11. «Otherside»
  - «I Feel Love» Донны Саммер игралась после «Otherside», вырезана из DVD
12. «Purple Stain»
13. «Don’t Forget Me»
14. «Right on Time»
  - Вступление взято из песни The Clash «London Calling» с альбома London Calling
15. «Can't Stop»
16. «Venice Queen»
17. «Give It Away»
  - Дуэт Фли (труба) и Чада (ударные)
  - Окончание взято из песни Black Sabbath «Sweet Leaf» с альбома Master of Reality
18. «Californication»
  - Импровизация Фли (бас-гитара) и Джона (соло-гитара)
19. «Under the Bridge»
20. «The Power of Equality»